# Abre-asa-da-mata
Abre-asa-da-mata(nome científico: Mionectes macconnelli) é uma ave passeriforme da família Rhynchocyclidae.
Mede cerca de 11,5 cm de comprimento.

## Reprodução
Durante o período reprodutivo os machos cantam e exibem-se para as fêmeas, em grupos nos quais há pouca proximidade e pouca associação entre os indivíduos.

## Hábitos
Varia de incomum a localmente comum no sub-bosque de florestas úmidas de terra firme. É extremamente semelhante ao abre-asas-da-capoeira, tanto em aparência quanto no comportamento, porém é mais restrito a florestas primárias. Apesar disso, ambas as espécies podem ser vistas, às vezes, na mesma árvore.

## Distribuição Geográfica
Presente no Brasil apenas na Amazônia, sendo encontrado também nas Guianas, Venezuela, Peru e Bolívia.